# Mörkö församling
Mörkö församling var en församling i Strängnäs stift och i Södertälje kommun i Stockholms län. Församlingen uppgick 2010 i Hölö-Mörkö församling.

## Administrativ historik
Församlingen har medeltida ursprung.
Församlingen utgjorde till 1962 ett eget pastorat för att därefter till 2010 vara annexförsamling i pastoratet Hölö och Mörkö. Församlingen övergick 1971 från Södermanlands län till Stockholms län. Församlingen uppgick 2010 i Hölö-Mörkö församling.

## Kyrkor
- Mörkö kyrka